# Альварес, Серхио
Серхио Альварес Конде (исп. Sergio Álvarez Conde; 3 августа 1986, Катойра) — испанский футболист, вратарь, известный по выступлениям за клуб «Сельта».

## Клубная карьера
Серхио родился в городе Катойра, Понтеведра, и начал играть в футбол в молодежном составе клуба «Ароса», а в 1999 году, в возрасте 13 лет, он перебрался в соседнюю «Сельту». Свой дебютный матч за «Сельту» на взрослом уровне он провел в Сегунде В, в рядах резервной команды. В сезоне 2008/09 Альварес играл по договору аренды за другой галисийский клуб — «Расинг Ферроль».
За главную команду «Сельты» Серхио впервые сыграл 4 июня 2011 года, поучаствовав в разгроме со счётом 3:0 «Картахены». Чуть позже, после ухода основного вратаря клуба Исмаэля в «Эркулес», он был переведен в основную команду и занял место в воротах.
5 октября 2012 года Серхио провел первый матч в Примере, сохранив ворота в неприкосновенности в матче против «Севильи» (2:0), однако сезон в целом ему не удался: он провел всего два матча, а остальное время сидел за спиной Хави Вараса, пришедшего в клуб по договору аренды.
В конце сезона Варас вернулся в «Севилью», но Серхио вновь оказался на скамейке, теперь уже за спиной молодого Йоэля. После отъезда Йоэля в «Валенсию» Серхио продлил контракт с «Сельтой» до 2016 года и наконец стал первым вратарем клуба.
1 ноября 2014 года Серхио несколько раз эффектно спасал команду в выигранном со счётом 1:0 матче против «Барселоны» на выезде. Он также провел блестящий матч против «Атлетико Мадрид» 15 февраля 2015 года (2:0).